# Eleições estaduais em Pernambuco em 1966
As eleições estaduais em Pernambuco em 1966 ocorreram em duas etapas conforme o Ato Institucional Número Três e assim a eleição indireta do governador Nilo Coelho e do vice-governador Salviano Machado foi em 3 de setembro e a escolha do senador João Cleofas, 24 deputados federais e 65 deputados estaduais aconteceu em 15 de novembro sob um receituário aplicado aos 22 estados e aos territórios federais do Amapá, Rondônia e Roraima.
Natural de Petrolina, o governador Nilo Coelho é graduado em Medicina na Universidade Federal da Bahia e fez política no PSD sendo eleito deputado federal em 1950 alternando seu mandato com o cargo de secretário de Fazenda no governo de Etelvino Lins. Empresário, foi reeleito em 1954, 1958 e 1962, migrou à ARENA e chegou ao governo de Pernambuco como aliado do Regime Militar de 1964.
Para senador a vitorioso foi o engenheiro civil João Cleofas. Nascido em Vitória de Santo Antão e formado na Universidade Federal do Rio de Janeiro, ele atuava como industrial e usineiro antes de ingressar na política. Eleito prefeito de sua cidade natal em 1922 e deputado estadual em 1926, apoiou a Revolução de 1930 e secretário de Agricultura no governo Carlos de Lima Cavalcanti. Eleito deputado estadual em 1934, permaneceu fora da política durante o Estado Novo e com o fim do regime filiou-se à UDN sendo eleito deputado federal em 1945 e 1950. Vencido por Agamenon Magalhães ao disputar o governo estadual no mesmo ano, foi ministro da Agricultura no segundo governo Getúlio Vargas e em 1954 perdeu a eleição para o governo de Pernambuco para Cordeiro de Farias. Foi reeleito deputado federal em 1958 e conquistou um novo mandato em 1965 numa eleição extraordinária ante a cassação de Francisco Julião, filiando-se depois à ARENA. Eleito senador em 1966, chegou a presidir o Senado Federal.

## Resultado da eleição para governador
O processo de eleição indireta referendou o resultado da convenção estadual da ARENA que homologou os candidatos ao Palácio do Campo das Princesas em 15 de julho sob a presidência de Arruda Câmara. A eleição do governador e do vice-governador coube à Assembleia Legislativa de Pernambuco sob controle da ARENA em eleição onde houve quatorze abstenções do MDB e mais a do deputado Francisco Figueira, sem filiação partidária.
| Candidatos a governador do estado | Candidatos a vice-governador | Número | Coligação             | Votação | Percentual |
| --------------------------------- | ---------------------------- | ------ | --------------------- | ------- | ---------- |
| Nilo Coelho ARENA                 | Salviano Machado ARENA       | -      | ARENA (sem coligação) | 49      | 76,57%     |
| Fontes:                           |                              |        |                       |         |            |

## Resultado da eleição para senador
Dados fornecidos pelo Tribunal Superior Eleitoral informam a existência de 598.483 votos nominais (84,48%) houve 62.545 votos em branco (8,83%) e 47.379 votos nulos (6,69%) totalizando um comparecimento de 708.407 eleitores.
| Candidatos a senador da República | Candidatos a suplente de senador | Número | Coligação             | Votação | Percentual |
| --------------------------------- | -------------------------------- | ------ | --------------------- | ------- | ---------- |
| João Cleofas ARENA                | José do Rego Maciel ARENA        | -      | ARENA (sem coligação) | 321.915 | 54,62%     |
| Armando Monteiro Filho MDB        | Otávio Correia MDB               | -      | MDB (sem coligação)   | 271.568 | 45,38%     |
| Fontes:                           |                                  |        |                       |         |            |

## Deputados federais eleitos
São relacionados os candidatos eleitos com informações complementares da Câmara dos Deputados.

Representação eleita
  ARENA: 19
  MDB: 5

| Deputados federais eleitos | Partido | Votação | Percentual | Cidade onde nasceu      | Unidade federativa |
| Cid Sampaio                | ARENA   | 43.925  | 6,49%      | Recife                  | Pernambuco         |
| Costa Cavalcanti           | ARENA   | 35.435  | 5,24%      | Fortaleza               | Ceará              |
| Osvaldo Coelho             | ARENA   | 31.749  | 4,69%      | Juazeiro                | Bahia              |
| Milvernes Lima             | ARENA   | 31.290  | 4,62%      | Curaçá                  | Bahia              |
| João Roma                  | ARENA   | 31.247  | 4,62%      | Olinda                  | Pernambuco         |
| Estácio Souto Maior        | ARENA   | 25.025  | 3,70%      | Bom Jardim              | Pernambuco         |
| Tabosa de Almeida          | ARENA   | 21.633  | 3,20%      | Caruaru                 | Pernambuco         |
| Aderbal Jurema             | ARENA   | 21.447  | 3,17%      | João Pessoa             | Paraíba            |
| Osvaldo Lima Filho         | MDB     | 21.326  | 3,15%      | Cabo de Santo Agostinho | Pernambuco         |
| Thales Ramalho             | MDB     | 20.839  | 3,08%      | João Pessoa             | Paraíba            |
| José Carlos Guerra         | ARENA   | 20.310  | 3,00%      | Recife                  | Pernambuco         |
| Carlos Alberto Oliveira    | ARENA   | 17.874  | 2,64%      | Limoeiro                | Pernambuco         |
| Josias Leite               | ARENA   | 17.593  | 2,60%      | São José do Egito       | Pernambuco         |
| Geraldo Guedes             | ARENA   | 17.099  | 2,53%      | Caruaru                 | Pernambuco         |
| Augusto Novaes             | ARENA   | 15.233  | 2,25%      | Escada                  | Pernambuco         |
| Ney Maranhão               | ARENA   | 15.159  | 2,24%      | Jaboatão dos Guararapes | Pernambuco         |
| Aurino Valois              | ARENA   | 15.004  | 2,22%      | Vitória de Santo Antão  | Pernambuco         |
| Arruda Câmara              | ARENA   | 14.932  | 2,21%      | Afogados da Ingazeira   | Pernambuco         |
| Paulo Maciel               | ARENA   | 14.398  | 2,13%      | Recife                  | Pernambuco         |
| Heráclio Rego              | ARENA   | 14.211  | 2,10%      | Limoeiro                | Pernambuco         |
| Moury Fernandes            | ARENA   | 14.107  | 2,08%      | Recife                  | Pernambuco         |
| João Lyra Filho            | MDB     | 13.765  | 2,03%      | Lagoa dos Gatos         | Pernambuco         |
| Antônio Neves              | MDB     | 12.713  | 1,88%      | Itambé                  | Pernambuco         |
| Adelmar Carvalho           | MDB     | 11.030  | 1,63%      | Olinda                  | Pernambuco         |

## Deputados estaduais eleitos
Na disputa pelas 65 vagas da Assembleia Legislativa de Pernambuco a ARENA conquistou 51 cadeiras e o MDB 14 cadeiras.

Representação eleita
  ARENA: 51
  MDB: 14

| Deputados estaduais eleitos | Partido | Votação | Percentual | Cidade onde nasceu     | Unidade federativa |
| Antônio Farias              | ARENA   | 12.542  | 1,77%      | Surubim                | Pernambuco         |
| Lael Sampaio                | ARENA   | 11.399  | 1,62%      |                        |                    |
| Olímpio Ferraz              | ARENA   | 11.008  | 1,55%      |                        |                    |
| José Marques da Silva       | ARENA   | 10.974  | 1,55%      |                        |                    |
| Osvaldo Rabelo              | ARENA   | 10.933  | 1,54%      | Goiana                 | Pernambuco         |
| Aracy Nejaim                | ARENA   | 10.766  | 1,52%      | Recife                 | Pernambuco         |
| Ênio Guerra                 | ARENA   | 10.134  | 1,43%      |                        |                    |
| Afrânio Godoy               | ARENA   | 9.861   | 1,39%      |                        |                    |
| Fábio Andrade               | ARENA   | 9.687   | 1,37%      |                        |                    |
| Marco Maciel                | ARENA   | 8.271   | 1,17%      | Recife                 | Pernambuco         |
| Paulo Moreira               | ARENA   | 8.213   | 1,16%      |                        |                    |
| Edson Cantarelli            | ARENA   | 8.202   | 1,16%      |                        |                    |
| Audomar Ferraz              | ARENA   | 8.131   | 1,15%      | Floresta               | Pernambuco         |
| Felipe Coelho               | ARENA   | 7.944   | 1,12%      | Ouricuri               | Pernambuco         |
| Antônio Corrêa de Oliveira  | ARENA   | 7.937   | 1,12%      |                        |                    |
| Airon Rios                  | ARENA   | 7.838   | 1,11%      | Recife                 | Pernambuco         |
| Gonzaga Vasconcelos         | ARENA   | 7.411   | 1,05%      | Surubim                | Pernambuco         |
| Sílvio Pessoa               | ARENA   | 7.327   | 1,03%      | Recife                 | Pernambuco         |
| Argemiro Menezes            | ARENA   | 7.308   | 1,03%      |                        |                    |
| Joaquim Coutinho            | ARENA   | 7.256   | 1,02%      | Nazaré da Mata         | Pernambuco         |
| Francisco Perazzo           | ARENA   | 7.213   | 1,02%      | Tuparetama             | Pernambuco         |
| Luis Lócio de Miranda       | ARENA   | 6.729   | 0,95%      | Jardim                 | Ceará              |
| Inácio Valadares            | ARENA   | 6.700   | 0,95%      | São José do Egito      | Pernambuco         |
| Antônio Cavalcanti          | ARENA   | 6.674   | 0,94%      | Nazaré da Mata         | Pernambuco         |
| Ivo Queiroz                 | ARENA   | 6.646   | 0,94%      |                        |                    |
| João Teobaldo de Azevedo    | ARENA   | 6.508   | 0,92%      |                        |                    |
| Newton Carneiro             | MDB     | 6.483   | 0,92%      |                        |                    |
| Antônio Luiz Filho          | ARENA   | 6.460   | 0,91%      |                        |                    |
| Suetone Alencar             | ARENA   | 6.450   | 0,91%      | Salgueiro              | Pernambuco         |
| Nelson Ambrosio da Silva    | ARENA   | 6.346   | 0,90%      |                        |                    |
| Francisco Sampaio Filho     | ARENA   | 6.095   | 0,86%      |                        |                    |
| Edmir Régis de Carvalho     | ARENA   | 6.061   | 0,86%      |                        |                    |
| Joaquim Pereira Lima        | ARENA   | 6.007   | 0,85%      |                        |                    |
| José Petribu                | ARENA   | 5.969   | 0,84%      |                        |                    |
| Egídio Ferreira Lima        | MDB     | 5.808   | 0,82%      | Timbaúba               | Pernambuco         |
| Inaldo Ivo Lima             | MDB     | 5.783   | 0,82%      |                        |                    |
| Liberato Costa Júnior       | MDB     | 5.724   | 0,81%      | Recife                 | Pernambuco         |
| José Soares de Andrade      | ARENA   | 5.701   | 0,80%      |                        |                    |
| José Inácio da Silva        | ARENA   | 5.664   | 0,80%      | Brejo da Madre de Deus | Pernambuco         |
| Aloísio Pinto               | ARENA   | 5.502   | 0,78%      | Palmeirina             | Pernambuco         |
| José Ferreira de Amorim     | ARENA   | 5.464   | 0,77%      |                        |                    |
| Jacques Ferreira Lima       | MDB     | 5.434   | 0,77%      |                        |                    |
| Vital Novaes                | ARENA   | 5.421   | 0,77%      |                        |                    |
| Edgar Moury                 | ARENA   | 5.406   | 0,76%      | Recife                 | Pernambuco         |
| Carlos Veras                | ARENA   | 5.382   | 0,76%      |                        |                    |
| Francisco Heráclio          | ARENA   | 5.372   | 0,76%      |                        |                    |
| Audálio Tenório             | ARENA   | 5.366   | 0,76%      |                        |                    |
| Fernando Lyra               | MDB     | 5.310   | 0,75%      | Recife                 | Pernambuco         |
| José Mendonça Bezerra       | ARENA   | 5.276   | 0,74%      | Belo Jardim            | Pernambuco         |
| Olímpio Mendonça            | ARENA   | 5.119   | 0,72%      |                        |                    |
| Apolinário Siqueira         | ARENA   | 5.074   | 0,72%      |                        |                    |
| Antônio Heráclio            | ARENA   | 5.048   | 0,71%      |                        |                    |
| Romão Sampaio               | ARENA   | 4.925   | 0,69%      | Salgueiro              | Pernambuco         |
| Nivaldo Machado             | ARENA   | 4.806   | 0,68%      | Olinda                 | Pernambuco         |
| Luís de Andrade Lima        | MDB     | 4.781   | 0,67%      |                        |                    |
| Edgar Cavalcanti            | ARENA   | 4.776   | 0,67%      |                        |                    |
| Nilson Leal                 | ARENA   | 4.675   | 0,66%      |                        |                    |
| Sebastião Inácio Neto       | ARENA   | 4.533   | 0,64%      |                        |                    |
| Dorany Sampaio              | MDB     | 4.172   | 0,59%      |                        |                    |
| Lívio Valença               | MDB     | 4.001   | 0,56%      |                        |                    |
| Harlan Gadelha              | MDB     | 3.955   | 0,56%      |                        |                    |
| Waldemar Borges Filho       | MDB     | 3.917   | 0,55%      |                        |                    |
| Mário de Melo               | MDB     | 3.546   | 0,50%      |                        |                    |
| Geraldo Pinho Alves         | MDB     | 3.482   | 0,49%      | Olinda                 | Pernambuco         |
| Clóvis Jatobá               | MDB     | 3.375   | 0,48%      |                        |                    |